# Megamerinidae
Megamerinidae (лат.) — семейство двукрылых насекомых из подотряда короткоусых (Brachycera).

## Внешнее строение
Мухи средней величины (6—12 мм) с удлиненным телом. Окраска блестяще-чёрная. Оцеллярные и постоцеллярные щетинки на голове отсутствуют. Щетинки на переднегруди отсутствуют. Щиток с двумя вершинными щетинками. Крылья у основания сужены. Костальная жилка не прервана. Дискоидальная ячейка вытянутая. Анальная жилка достигает края крыла. Ноги длинные. Задние бёдра утолщённые и несут на брюшной стороне два ряда шиповидных щетинок. Брюшко с пятью видимыми сегментами, сужено у основания.

## Биология
Мухи обитают в лесах, их привлекает древесина свежеповаленных деревьев, особенно осина, тополь и дуб. Личинки рода Megamerina развиваются под корой поваленных деревьев лиственных пород. Питаются, преимущественно, погибшими или ослабленными личинками насекомых. Особенности биологии личинок рода Texara Walker неизвестен.

## Распространение
Центром видового богатства семейства является Ориентальная область и лишь несколько видов проникают в Палеарктику. В Фауне России 4 вида три из них Texara stackelbergi Krivosheina, Krivosheina & Nartshuk, 1996, Texara shatalkini Krivosheina, Krivosheina & Nartshuk, 1996 и Texara savolaineni (Frey, 1956) встречаются только на Дальнем Востоке, а один, Megamerina dolium (Fabricius, 1805), широко распространён в умеренной зоне Евразии.

## Классификация
Небольшое семейство, включающее 16 видов и 4 рода. Семейство обычно относят в надсемейство Diopsoidea, но некоторыми авторами может быть помещено в Nerioidea. Ранее в состав семейства включали роды Syringogaster Cresson, 1912 и Gobrya Walker, 1860, но в последующем их стали рассматривать отдельными монотипными семействами Syringogastridae и Gobryidae.
- Megamerina Rondani, 1861 — Палеарктика, 1 вид.
- † Palaeotanypeza Meunier, 1917 — балтийский янтарь, 1 вид.
- Protexara Yang, 1999 — Китай, 1 вид.
- Texara Walker, 1856 — Восточная Палеарктика, Ориентальная область, 13 видов.